# Batalla de Mons-en-Pévèle
Desde que accedió al trono de Francia, Felipe el Hermoso trató de recuperar el condado de Flandes, que contaba con el apoyo del Rey de Inglaterra, Eduardo I, pero aquella región se enfrentaba a graves problemas sociales.
Flandes se enfrentaba en aquella época a un movimiento social que oponía el pueblo a la burguesía. El conde de Flandes apoyaba al primero en sus reivindicaciones. Los burgueses, en cuyo poder se encontraba lo esencial del comercio y la industria locales, apelaron a su soberano, el rey de Francia, pero Felipe el Hermoso no contó con la movilización del pueblo flamenco, que provocó el levantamiento de las principales ciudades.
También subestimó a las milicias municipales mandadas por Guy de Dampierre, que infligieron una grave derrota a la caballería francesa en la batalla de Courtrai, el 11 de julio de 1302.
Después de la derrota Felipe el Hermoso se dispuso a reclutar un ejército, pero carecía del dinero necesario para hacerlo. Entonces devaluó la moneda y gravó con impuestos al clero, lo que dio origen a sus posteriores altercados con el papa Bonifacio VIII. Entre tanto, los flamencos no estuvieron ociosos y reconquistaron las ciudades una a una. El 4 de abril de 1303 se produjo una nueva derrota francesa en la batalla de Arques.
Guillermo de Jülich, nieto de Guy de Dampierre, conde de Flandes, encarcelado por Felipe el Hermoso, continuó la ofensiva hacia el sur, en dirección de Tournai. Felipe el Hermoso tomó posiciones en Mons-en-Pévèle para esperar allí a los flamencos, que asolaron la región de Tournai sin conseguir tomar la ciudad. Las crónicas hablan de 100.000 bajas en el ejército flamenco y 200.000 en el francés, pero es más probable que fuesen 13 000 flamencos y 15 000 franceses.
Frente a frente los dos ejércitos se posicionaron al alcance de los lances de ballesta, separados por una zona pantanosa. Los flamencos dispusieron su ejército, formado casi todo por hombres de a pie, delante de sus carros de abastecimiento colocados en círculo en un campamento fortificado. El 13 de agosto, los flamencos trataron de provocar al ejército francés con algunos disparos de ballesta, pero no pasó de una escaramuza.
En ese momento se produjo un intento de conciliación, que unos autores atribuyen a los flamencos y otros a los franceses, pero que en cualquier caso fracasó. El 18 de agosto se inició la batalla con una carga de los caballeros franceses. El combate fue terrible y duró hasta mediodía, con fuertes pérdidas por ambos bandos, pero los flamencos cobraron ventaja a pesar de un ataque por los flancos contra su campamento, que resistió.
Del lado francés, el intenso calor de aquel mes de agosto hizo mella en la resistencia de los caballeros en sus pesadas armaduras y la duda se instaló entre sus filas. Fue el momento elegido por Jean y Henri de Namur para retirarse y llevar a sus extenuadas tropas a Lille, dejando así a Guillermo de Jülich y Robert de Namur solos frente a los franceses.
Los flamencos restantes lanzaron entonces un ataque por sorpresa contra las líneas francesas. Brutal y repentino, tenía por objetivo matar o apoderarse de Felipe el Hermoso, lo que pondría fin a la batalla. Estuvieron a punto de lograrlo cuando Felipe el Hermoso fue derribado al resultar muerto el caballo que montaba, pero había tenido la precaución, antes de la batalla, de cambiar su armadura con la flor de lis de sus armas por otra que le mantuvo en el anonimato. De este modo pudo escapar y reintegrarse al combate a grandes golpes de maza con tal intensidad que sus caballeros, que emprendían la huida, volvieron al combate a su lado y arrastraron a la infantería, que arrolló a los flamencos.
Estos no esperaban tal respuesta y, tras un amago de defensa, se retiraron en dirección a Lille, perseguidos por los franceses hasta que cayó la noche.

## Balance
Los franceses volvieron a ocupar Flandes, pero las pérdidas fueron elevadas para ambos bandos: entre 4.000 y 7.000 flamencos y 9.000 franceses, si nos atenemos a los Anales Gandenses, cuyos datos hay que aceptar con reserva. De hecho, según estos anales, Felipe el Hermoso huyó y los flamencos regresaron a Lille después de saquear el campamento francés.
- Datos: Q2007565
- Multimedia: Battle of Mons-en-Pévèle / Q2007565